# Rezervația naturală Hligeni
Hligeni este o rezervație naturală silvică în raionul Șoldănești, Republica Moldova. Este amplasată la nord-vest de satul Mateuți, ocolul silvic Șoldănești, Hligeni, parcela 31. Are o suprafață de 70 ha. Obiectul este administrat de Gospodăria Silvică de Stat Soroca.